# Rohstoff (Band)
Rohstoff ist eine österreichische Crossover-Metal-Band aus Graz mit deutschen Texten.

## Geschichte

### Die Anfänge (2003–2004)
Rohstoff wurde 2003 von Roland Almer, Helmut Hofer, Andreas Preininger und Wolfgang Rathgeb, deren Wege sich bereits bei der Band Silent Agony kreuzten, sowie Peter Tödling gegründet. Dieser war zuvor als Gitarrist in der Band Formfaktor aktiv. Am 25. Juli 2003 war Rohstoff das erste Mal live zu hören. 2004 entschied sich Wolfgang Rathgeb auszusteigen, da er den Fokus auf seine zweite Band Force legen wollte. An seiner Stelle wurde Andreas Markaritzer, der zuvor mit Peter Tödling bei Formfaktor agierte, neuer Schlagzeuger der Band Rohstoff.

### Die ersten zwei Alben (2004–2014)
In den nächsten zehn Jahren spielte Rohstoff über 70 Konzerte in Österreich, Deutschland, Italien und Slowenien, darunter als Support für namhafte Bands wie Soulfly, Megaherz, Eminence und Betzefer. Zudem wurden unter dem Label PH-Music zwei Longplayer-CDs und eine EP veröffentlicht.
Am 22. Juni 2013 bekam Rohstoff einen Slot beim zweitägigen See-Rock Festival, das bis dahin größte Highlight in der Bandgeschichte. Am gleichen Tag spielten Größen wie Limp Bizkit, Slayer, Mnemic, Eisbrecher und Oomph!.

### Rohstoff 2.0 (2014–2015)
Im Jänner 2014 verließen beide Gitarristen, unabhängig voneinander, am selben Tag die Band. Nach wochenlanger Schockstarre wurde aber beschlossen, die Band weiter am Leben zu erhalten und neue Mitglieder zu suchen. Die drei verbliebenen Mitglieder einigten sich recht schnell darauf, dass nicht zwei Gitarristen nachbesetzt werden sollten, sondern anstatt der zweiten Gitarre, einen Mann an den Samples. Mit Christoph Sommer alias Stoffl und Georg Pichler wurden zwei langjährige Wegbegleiter der heimischen Underground-Szene gefunden. Georg Pichler war zuvor Gitarrist der Band Defiler, Christoph Sommer machte sich bereits unter dem Pseudonym TotesDeer in der Elektro-Dance-Szene einen Namen.

### Rohstoff undead (seit 2015)
Nach mehreren Auftritten in Italien und Österreich kam es im Sommer 2015 zu einem erneuten Splitt der Band. Andreas Markaritzer, Georg Pichler und Christoph Sommer verließen Rohstoff aufgrund musikalischer Differenzen und formierten sich in weiterer Folge als neues eigenständiges Projekt. Der Kern der Band, Roland Almer und Andreas Preininger begannen mit Gründungsmitglied Helmut Hofer nach seiner zweijährigen Auszeit wieder neu. Mit Richard Klösch, einem langjährigen Freund von Rohstoff, wurde ein neuer Drummer angeheuert. Es gab neue Auftritte, 2017 will man ins Studio gehen.
Anfang 2018 begannen die Arbeiten für die neue EP mit dem Namen „Spuck es aus“. Die 4 Lieder umfassende EP wurden am 19. April 2019 zuerst nur elektronisch veröffentlicht. Aufgrund der großen Nachfrage wurde die EP, Anfang 2019, auch als CD veröffentlicht.

## Diskografie
- 2006: Überdruck (Album, PH-Music)
- 2009: Patient Null (EP, Eigenproduktion)
- 2011: Echtzeitsystem (Album, PH-Music)
- 2018: Spuck es aus (EP, Eigenproduktion)